# Toerisme in Cuba

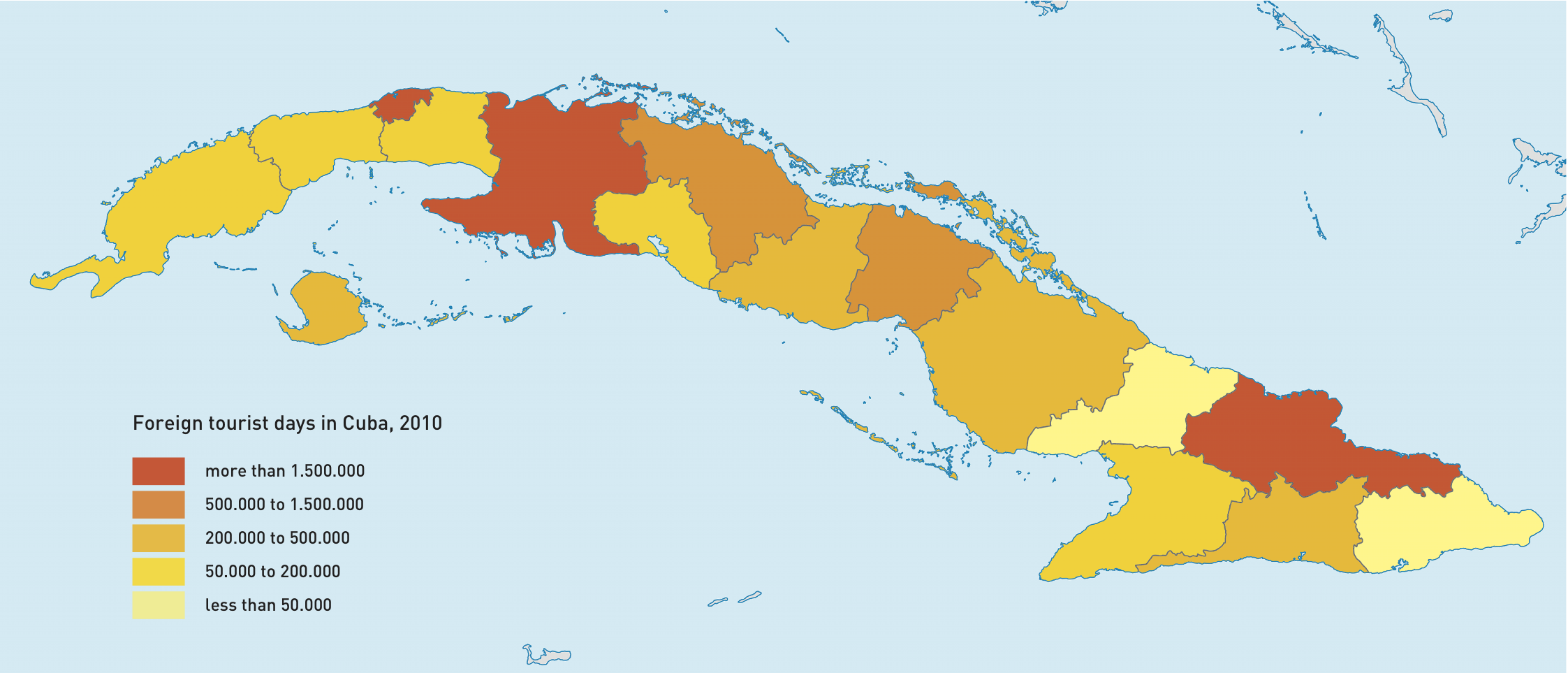
Aantal dagen doorgebracht in Cuba door buitenlandse toeristen per gemeente in 2010

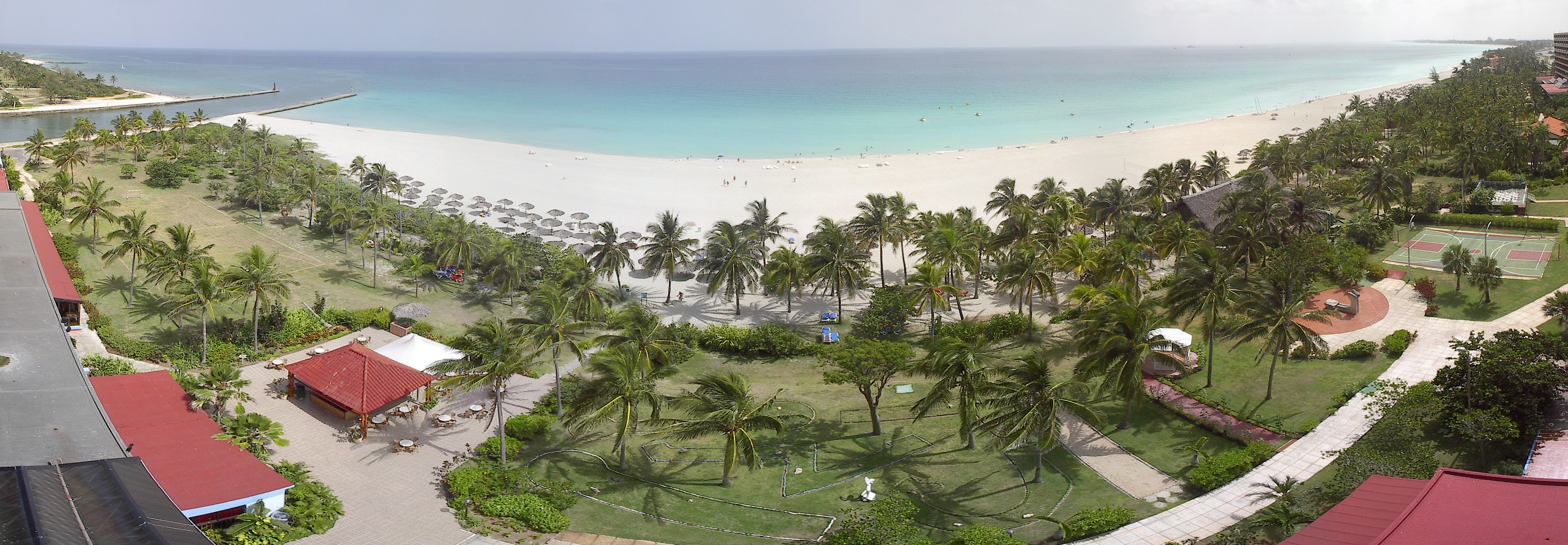
Het strand in de badplaats Varadero

Het toerisme op Cuba is met ruim 4,7 miljoen toeristen in 2018 een van de belangrijkste inkomstenbronnen van het eiland. Met zijn gunstige klimaat, stranden, koloniale architectuur en unieke culturele geschiedenis is Cuba al lange tijd een aantrekkelijke bestemming voor toeristen. Cuba telt 253 beschermde gebieden, 257 nationale monumenten, 7 UNESCO-werelderfgoedlocaties, 7 natuurlijke biosfeerreservaten en 13 faunareservaten naast nog andere niet-toeristische zones.
Cuba was een kolonie van Spanje tot 1898 en bleef zich in de eerste helft van de 20e eeuw ontwikkelen door grote investeringen, de oprichting van verschillende industrieën en het groeiend toerisme, wat voornamelijk de belangen van de Verenigde Staten en Amerikaanse bedrijven ondersteunde. De nabijheid van de Verenigde Staten en de nauwe verbondenheid daarmee droegen mede bij aan de bloei van de Cubaanse markteconomie. Toen de betrekkingen tussen Cuba en de Verenigde Staten na de Cubaanse Revolutie van 1959 (en de daaruit voortvloeiende onteigening en nationalisatie van bedrijven) snel verslechterden, werd het eiland afgesloten van zijn traditionele markt door een doorlopend embargo en werd een reisverbod opgelegd aan Amerikaanse burgers die Cuba wilden bezoeken. Binnen twee jaar na de machtsovername van Castro zakte de toeristenindustrie in tot een historisch laag niveau.
In tegenstelling tot de VS heeft Canada normale betrekkingen met Cuba onderhouden, en bezoeken steeds meer Canadezen Cuba voor vakanties. Ongeveer een derde van de bezoekers van Cuba in 2014 waren Canadezen. De Cubaanse regering heeft sinds 1980 haar beleid inzake staatsbezit versoepeld en staat lokale en kleine particuliere ondernemingen toe. Tevens worden revitaliseringsprogramma’s uitgevoerd die gericht zijn op het stimuleren van het toerisme. De Verenigde Staten herstelden in 2015 de diplomatieke betrekkingen met Cuba, in een periode die bekendstaat als de Cuban Thaw. De toeristenindustrie heeft echter minder geprofiteerd dan voorspeld, doordat de regering-Trump een aantal van de restricties die golden vóór de Cuban Thaw weer heeft ingevoerd en daarnaast nieuwe beperkingen heeft opgelegd.

## Overzicht
Tot 1997 waren contacten tussen toeristen en Cubanen feitelijk verboden door het communistische regime. Na de ineenstorting van Cuba’s voornaamste handelspartner, de Sovjet-Unie, en de daaropvolgende economische crisis die bekendstaat als de Speciale Periode, startte de Cubaanse regering een grootschalig programma om oude hotels te restaureren, de nog overgebleven pre-communistische Amerikaanse auto's op te knappen en verschillende straten in Havana in hun vroegere glorie te herstellen. Daarnaast werden er strandresorts gebouwd om de toeristenindustrie te stimuleren en broodnodige financiële middelen naar het eiland te brengen.
Om de isolatie van het internationale toerisme van de door de staat geïsoleerde Cubaanse samenleving te waarborgen, werd dit gestimuleerd in enclaveresorts waar toeristen, zoveel mogelijk, gescheiden zouden worden van de lokale bevolking. Dit fenomeen staat bekend als “enclave tourism” en “tourism apartheid”.
Tegen het einde van de jaren negentig overtrof het toerisme de traditionele exportindustrie van Cuba, namelijk suiker, als de belangrijkste inkomstenbron van de natie. Bezoekers komen voornamelijk uit Canada en West-Europa, en de toeristische gebieden zijn sterk geconcentreerd rond Varadero, Cayo Coco, de strandgebieden ten noorden van Holguin en Havana.
De impact op de socialistische samenleving en economie van Cuba is aanzienlijk geweest. Echter, in de afgelopen jaren is het toerisme in Cuba afgenomen als gevolg van de economische recessie, escalerende conflicten en angsten rond buitenlandse investeringen en interne economische beperkingen. Sinds de heropening voor toerisme in het midden van de jaren negentig heeft Cuba niet de voorspelde groei doorgemaakt, is er relatief weinig restauratie geweest en verloopt de groei traag. Bovendien heeft een gebrek aan buitenlandse investeringen een negatief effect gehad. Sindsdien heeft de Dominicaanse Republiek Cuba ingehaald op het gebied van toerisme, nieuwe ontwikkelingen en investeringen.

## Geschiedenis

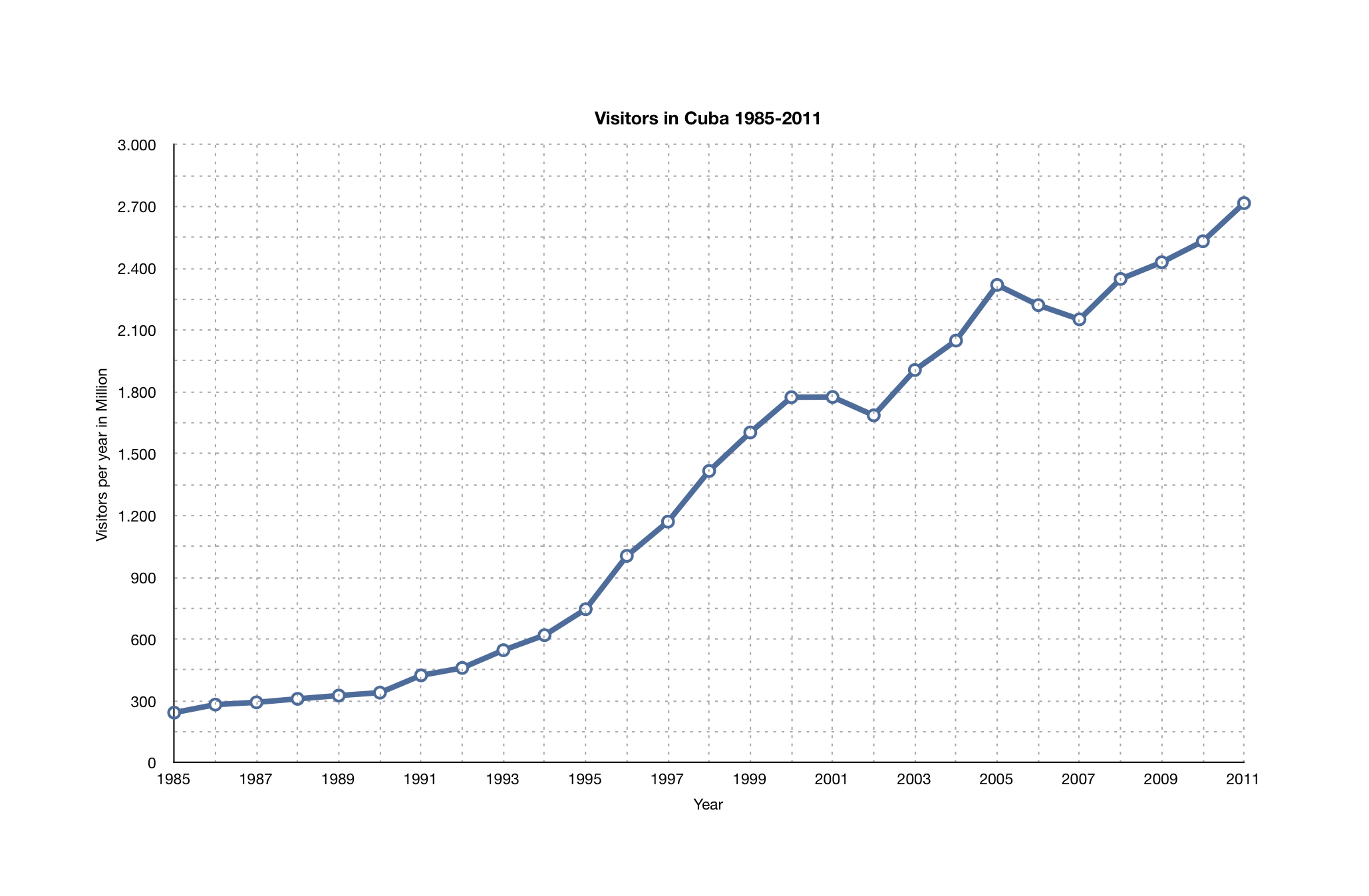
Bezoekers in Cuba, 1985-2011

### Vroeg toerisme
Cuba is al lange tijd een populaire bestemming voor toeristen. Tussen 1915 en 1930 verwelkomde Havana meer toeristen dan welke andere locatie in het Caribisch gebied dan ook. Deze toestroom was voor een groot deel te danken aan de nabijheid van Cuba tot de Verenigde Staten, waar de restrictieve drooglegging van alcohol en andere vrijetijdsbestedingen in scherp contrast stond met de traditioneel ontspannen houding van het eiland ten aanzien van drinken en andere activiteiten. Dit wordt geïllustreerd door het foxtrotnummer uit 1919 "I'll See You in C-U-B-A" van Irving Berlin, waarin het drinken in speakeasy's wordt bespot en Cuba wordt gepromoot als een reisbestemming "waar de wijn rijkelijk vloeit." Toerisme groeide uit tot de derde grootste bron van vreemde valuta voor Cuba, na de dominante industrieën suiker en tabak. Daarnaast werden Cubaanse dranken zoals de daiquiri en mojito in deze periode in de Verenigde Staten populair, nadat de drooglegging was opgeheven.
Een combinatie van de Grote Depressie van de jaren dertig, het einde van de drooglegging en de Tweede Wereldoorlog verzwakte de Cubaanse toeristenindustrie aanzienlijk, en pas in de jaren vijftig begon het aantal bezoekers weer significant toe te nemen. In deze periode kwam de georganiseerde Amerikaanse misdaad de vrijetijds- en toeristenindustrie domineren, zoals uiteengezet op de beruchte Havana Conference van 1946. Tegen het midden van de jaren vijftig was Havana uitgegroeid tot een van de belangrijkste markten en de favoriete route voor de drugshandel naar de Verenigde Staten. Desondanks groeide het aantal toeristen gestaag met 8% per jaar en werd Havana bekend als "het Latijnse Las Vegas".

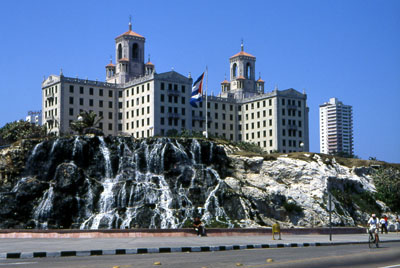
Hotel Nacional in Havana. Tot de gastenlijst van het hotel behoren onder meer Frank Sinatra, Winston Churchill en Ernest Hemingway, en het was ook gastheer van de beruchte Havana-conferentie in 1946.

### Achteruitgang na de Cubaanse Revolutie
Meteen zijn aantreden als president van Cuba na de Cubaanse Revolutie van 1959 beval Manuel Urrutia de sluiting van vele bars en gokhallen die geassocieerd werden met prostitutie en de drugshandel, waardoor het imago van Cuba als een hedonistische ontsnapping effectief werd beëindigd. Een nieuw overheidsorgaan, het Nationaal Instituut voor de Toeristenindustrie (INTUR), werd opgericht om meer toerisme te bevorderen; dit nam hotels, clubs en stranden over en maakte ze beschikbaar voor het algemene publiek tegen lage prijzen. Het hoofd van het toerismebureau, Carlos Almonia, kondigde een programma aan voor enorme investeringen in hotels en de oprichting van een nieuwe luchthaven. Maar de zorgen over de post-revolutionaire status van Cuba onder Amerikanen, die 8 van de 10 bezoekers uitmaakten, leidden tot een snelle daling van het toerisme naar het eiland.
In januari 1961 verslechterden de betrekkingen tussen de landen sterk als gevolg van bank- en bedrijfsonteigeningen, massale emigratie, uitvoeringen zonder proces en de verklaring dat privébezit illegaal was door een nu openlijk communistisch regime dat werd gesteund door de USSR. Het Amerikaanse ministerie van Buitenlandse Zaken verklaarde al snel dat toerisme naar Cuba in strijd was met het Amerikaanse buitenlands beleid en de nationale belangen. Het toerisme daalde dat jaar tot een recordlaagte van slechts 4180, wat leidde tot een dramatische verkleining van de toeristische plannen van Cuba. Bezoekers aan Cuba in de jaren 60, 70 en 80 waren relatief zeldzaam. Het aantal toeristen naar het eiland nam langzaam toe, maar pas in 1989 bereikte het de aantallen van vóór de Revolutie.
De ineenstorting van de communistische regimes in Oost-Europa in 1989 en de val van de Sovjet-Unie in 1991 veroorzaakten een crisis in de Cubaanse economie. De Sovjets waren de belangrijkste handelspartner van Cuba en hadden de Cubaanse suikerindustrie effectief beschermd met grote subsidies gedurende 30 jaar. Het gebrek aan economische diversificatie in deze periode, en het plotselinge verlies van belangrijke markten zoals het Oostblok, bracht het land in een diepe economische depressie, die in Cuba eufemistisch bekendstaat als de Speciale Periode. De crisis dwong het communistische regime om nieuwe inkomstenbronnen te zoeken.
Er werden beleidsmaatregelen opgesteld om de groeiende toeristenmarkten van Canada en Europa aan te trekken, zodat Cuba zijn afhankelijkheid van de suikerindustrie kon vervangen en snel broodnodige buitenlandse valuta kon verwerven. In 1994 werd het Ministerie van Toerisme opgericht en de Cubaanse staat investeerde zwaar in toeristische faciliteiten. Tussen 1990 en 2000 werd meer dan $3,5 miljard geïnvesteerd in de toeristenindustrie. Het aantal kamers dat beschikbaar was voor internationale toeristen groeide van 12.000 naar 35.000, en het land ontving in die periode in totaal 10 miljoen bezoekers. In 1995 had toerisme de suikerindustrie al overtroffen als de belangrijkste bron van inkomen voor Cuba.
Tegenwoordig bezoeken reizigers van over de hele wereld Cuba, met vluchten van zowel geplande als chartermaatschappijen naar een van de tien internationale luchthavens van Cuba. De grootste groep komt uit Canada, waar het aantal aankomsten sinds 2007 met bijna 10% per jaar is gestegen. Europeanen volgen, voornamelijk uit Groot-Brittannië, Spanje, Italië, Frankrijk en Duitsland. Volgens de officiële overheidsinstantie is het niet precies bekend hoeveel Amerikanen elk jaar als toerist naar Cuba reisden, in strijd met het Amerikaanse handelsbeleid. Volgens sommige statistieken reisden jaarlijks tussen de 20.000 en 30.000 Amerikanen illegaal naar Cuba, terwijl de Cubaanse regering het aantal hoger inschatte op meer dan 60.000. Amerikanen konden via directe chartervluchten reizen of Cuba bereiken via vluchten vanuit Canada of Mexico. In juni 2016 autoriseerde de Amerikaanse overheid zes luchtvaartmaatschappijen om directe geplande vluchten naar Cuba te starten. In januari 2015 wijzigde de Amerikaanse regering de wetgeving om reizen van de VS naar Cuba gemakkelijker te maken, wat verder werd aangepast in maart 2016. 
Hoewel delen van deze versoepelingen later in 2017 werden ingetrokken door president Trump, blijft reizen naar Cuba legaal voor Amerikaanse burgers die aan bepaalde vereisten voldoen. Sinds 2019 mogen Amerikanen legaal naar Cuba reizen met een zelfrapportage van de OFAC Algemene Licentie als ze voldoen aan de vereisten van een van de 12 categorieën van legaal reizen (zoals familiebezoeken, religieuze doeleinden, journalistiek werk, enz.). Onafhankelijke reizigers naar Cuba kunnen in aanmerking komen voor de categorie "Support for the Cuban People" door een voltijds activiteitenrooster te onderhouden dat aan deze eis voldoet.
Tot 2015 betaalden alle bezoekers een vertrekbelasting van $25 op de luchthaven voordat ze vertrokken, maar deze kosten zijn nu inbegrepen in de prijs van de vlucht.

## Bezoekers
| Land                       | 2010    | 2015      | 2016      | 2017      | 2018      |
| -------------------------- | ------- | --------- | --------- | --------- | --------- |
| Canada                     | 945,248 | 1,300,405 | 1,205,809 | 1,133,824 | 1,109,339 |
| US                         | 63,046  | 162,972   | 284,552   | 618,346   | 637,907   |
| Cubanen uit het buitenland |         | 390,111   | 427,747   | 517,561   | 600,306   |
| Italië                     | 112,298 | 137,970   | 191,585   | 227,829   | 208,257   |
| Duitsland                  | 93,136  | 175,507   | 242,355   | 243,172   | 197,122   |
| Rusland                    | 56,245  | 44,208    | 65,386    | 105,258   | 189,813   |
| Frankrijk                  | 80,470  | 138,972   | 187,468   | 209,239   | 177,652   |
| Mexico                     | 66,650  | 105,767   | 131,353   | 141,540   | 171,555   |
| Verenigd Koninkrijk        | 174,343 | 156,052   | 194,815   | 205,562   | 167,370   |
| Spanje                     | 104,948 | 107,903   | 153,340   | 168,949   | 136,613   |
| Argentinië                 | 58,612  | 85,367    | 94,727    | 99,435    | 97,358    |
| Filippijnen                |         | 11,236    | 18,227    | 47,866    | 73,864    |

## Buitenlandse investeringen
Buitenlandse investeringen in de Cubaanse toerismesector zijn gestaag toegenomen sinds de promotie van het toerisme. Dit is mogelijk gemaakt door grondwetswijzigingen in Cuba's socialistische planeconomie, die de erkenning van buitenlandse kapitaalbezit toestonden. Tegen het einde van de jaren 1990 werkten vijfentwintig gezamenlijke buitenlandse en binnenlandse ondernemingen binnen de Cubaanse toeristenindustrie. Buitenlandse investeerders en hoteliers uit markteconomieën hebben gemerkt dat Cuba's gecentraliseerde economie en bureaucratie specifieke personeelsproblemen en hogere kosten dan normaal met zich meebrengen. Een extra factor die door buitenlandse investeerders wordt genoemd, is de mate van staatsbetrokkenheid op uitvoerend niveau, wat veel hoger is dan het gemiddelde.

De instroom van buitenlands kapitaal en de bijbehorende kapitalistische beheersmethoden leidde ertoe dat buitenstaanders zich afvroegen of het socialistische systeem van Cuba de daaropvolgende transformatie zou kunnen overleven. Fidel Castro reageerde hierop in 1991,
In de omstandigheden van een klein land als Cuba... is het zeer moeilijk om te ontwikkelen... door uitsluitend op eigen middelen te vertrouwen. Het is om deze reden dat we geen andere keuze hebben dan ons te associëren met die buitenlandse ondernemingen die kapitaal, technologie en markten kunnen leveren.
Castro was ook van mening dat, ondanks de onmiskenbare invloed van de "kapitalistische ideologie", het socialisme zowel in Cuba als in de bredere "strijd der ideeën" zou zegevieren.
Een van de meest opvallende ontwikkelingen in de afgelopen jaren is de investering van China in Cuba's toerismesector. Vanaf 2018 hadden Chinese bedrijven meer dan 700 miljoen Amerikaanse dollars geïnvesteerd in de bouw van hotels en andere toeristische projecten.

## Toerisme en milieu
De Cubaanse regering heeft waarborgen ingesteld die ervoor moeten zorgen dat toerisme en andere ontwikkelingen geen aanzienlijke milieueffecten veroorzaken. De ontwikkeling van nieuwe toeristische faciliteiten en gerelateerde infrastructuur in Cuba moet, naast andere zaken, voldoen aan de Cubaanse milieuwetten en -beleid. In 1995 richtte de Cubaanse regering het Ministerie van Wetenschap, Technologie en Milieu (CITMA) op, en in 1997 nam de Nationale Vergadering Wet 81 van het Milieu aan, een van de meest uitgebreide "raamwetgeving" op milieugebied in de regio. Op basis van die wet heeft de regering verschillende decreetwetten en resoluties aangenomen die gericht zijn op het waarborgen van een duurzame toekomstige ontwikkeling (inclusief toeristische ontwikkeling). Van bijzonder belang voor toeristische ontwikkeling is Decreetwet 212, Kustzonebeheer, die terugtrekkingseisen en andere locatievereisten vaststelt voor nieuwe faciliteiten in kustgebieden. CITMA Resolutie 77/99 vereist een grondige milieubeoordeling van grote nieuwe bouwprojecten en verplicht projectontwikkelaars om een milieuvergunning van CITMA te verkrijgen.

## Toerisme per sector

### Gezondheidstoerisme
Naast de traditionele toerisme-inkomsten, trekt Cuba ook gezondheidsreizigers aan, wat jaarlijks ongeveer $40 miljoen aan inkomsten voor de Cubaanse economie genereert. Cuba is al meer dan 20 jaar een populaire bestemming voor gezondheidsreizen. In 2005 reisden meer dan 19.600 buitenlandse patiënten naar Cuba voor een breed scala aan behandelingen, waaronder oogchirurgie, neurologische aandoeningen zoals multiple sclerose en de ziekte van Parkinson, en orthopedie. Veel patiënten komen uit Latijns-Amerika, hoewel medische behandelingen voor retinitis pigmentosa, vaak bekend als nachtblindheid, veel patiënten uit Europa en Noord-Amerika hebben aangetrokken.
Er zijn klachten gerezen dat buitenlandse "gezondheidsreizigers" die met dollars betalen, een hogere kwaliteit van zorg ontvangen dan Cubaanse burgers. De voormalige leidende Cubaanse neurochirurg en dissident, Dr. Hilda Molina, stelt dat het centrale revolutionaire doel van gratis, kwalitatieve medische zorg voor iedereen is ondermijnd door Cuba's behoefte aan vreemde valuta. Molina zegt dat na de economische ineenstorting, die in Cuba bekendstaat als de Speciale Periode, de Cubaanse regering mechanismen heeft ingesteld die het medische systeem omvormden tot een winstgevende onderneming, wat heeft geleid tot een ongelijkheid in de kwaliteit van gezondheidszorgdiensten tussen Cubanen en buitenlanders.

### Bergtoerisme
Recente studies tonen aan dat Cuba een enorm potentieel heeft voor bergbeklimming, maar dit wordt niet optimaal benut. Bergbeklimmen in Cuba zou beschouwd moeten worden als een van de belangrijkste bijdragers (samen met andere vormen van actieve toerisme, zoals fietsen, duiken, en speleologie) aan de ontwikkeling, welvaart en het welzijn van alle belanghebbenden, vooral voor de gemeenschappen buiten de toeristische enclaves. Bovendien liggen de bergbeklimmingsgebieden meestal buiten de enclaves, waardoor er geen conflict zal zijn tussen actief en alles-inclusief toerisme. Het belangrijkste is dat een diversificatie van toeristische producten (zowel qua product als qua ruimte) kan worden bereikt. Verder kunnen door het creëren van ruimtelijke en thematische productverbindingen, evenals synergiën (ook met alles-inclusief toerisme), bergbeklimmen, evenals andere vormen van actief toerisme (bijvoorbeeld fietsen, duiken, speleologie), vaak zich ontwikkelen in bestemmingen.

### Sekstoerisme
Hoewel Fidel Castro probeerde prostitutie te elimineren na zijn machtsovername, trekt de discrepantie tussen typische Cubaanse lonen (minder dan één Amerikaanse dollar per dag) en de bestedingskracht van buitenlandse toeristen sommige Cubanen, waaronder minderjarigen, naar prostitutie. Er wordt echter gesteld dat beschuldigingen van wijdverbreid sekstoerisme door de Cubaanse minister van Justitie Maria Esther Reus zijn geminimaliseerd. Volgens de Miami Herald is prostitutie niet illegaal in Cuba, maar het inroepen van een prostituee voor anderen is verboden. De leeftijd van seksuele instemming op het eiland is 16 jaar. Volgens een reisadvieswebsite van de Canadese overheid is "Cuba actief bezig met het voorkomen van kindersekstoerisme, en verschillende toeristen, waaronder Canadezen, zijn veroordeeld voor misdrijven die verband houden met de corruptie van minderjarigen van 16 jaar en jonger. Gevangenisstraffen variëren van 7 tot 25 jaar." Het is illegaal om porno te importeren of te produceren in Cuba.
Hoewel de groei van het toerisme economisch voordelig is geweest voor de stad Havana, zijn er verschillende negatieve neveneffecten. Een van deze neveneffecten is de heropleving van sekstoerisme in de stad. Sekstoerisme was een centraal onderdeel van de toeristenindustrie vóór de Revolutie. Na 1960 werd prostitutie echter grotendeels uitgeroeid op het eiland door overheidsinitiatieven en een aanzienlijke daling van de vraag, aangezien het toerisme werd geminimaliseerd. Toen toerisme in de jaren 90 echter weer toenam, gebeurde dit ook met prostitutie. Het demografische profiel van toeristen (de overgrote meerderheid is man tussen de 25 en 60 jaar) is een belangrijke aanwijzing voor het bestaan van prostitutie. Daarnaast hebben websites en tijdschriften, zoals Playboy, de mogelijkheden voor zowel heteroseksueel als homoseksueel sekstoerisme beschreven. Volgens Trumbull zijn veel prostituees genoodzaakt om in dit werk te stappen uit economische noodzaak, maar werken ze niet onder onderdrukkende omstandigheden, en een groot aantal prostituees in het hedendaagse Havana ziet dit werk als een manier om een beter leven te verdienen dan wanneer ze in open banen door de stad zouden werken. Daarom is hedendaagse prostitutie in dit opzicht anders dan het sekstoerisme van de jaren 50.

## Toerisme: economische hervorming
Cuba blijft een van de weinige landen met een economie die is opgezet door een gecentraliseerde regering. Van deze landen heeft alleen Cuba een grote internationale toerismesector. De val van de USSR en het Amerikaanse embargo dat in 1961 werd opgelegd, hadden een aanzienlijke invloed op de Cubaanse toerismesector. Cuba was afhankelijk van de USSR en na de ineenstorting ervan zag het toerisme als een optie om de effecten van de crisis te verminderen. De toeristenaantallen van Cuba begonnen te dalen tijdens de jaren 1960 tot de jaren 1980 door het Amerikaanse embargo tijdens de Koude Oorlog. In 1960 reisden bijna 62.000 toeristen naar Cuba, in 1961 nog slechts 4.180, en daarna vrijwel geen toeristen gedurende de volgende 20 jaar. Nieuwe hotels werden gebouwd en oude hotels werden gerenoveerd om meer internationale bezoekers aan te trekken.
Toen Raul Castro in 2008 aan de macht kwam, voerde hij infrastructuurhervormingen door om de effecten van de Cubaanse Revolutie te verminderen. De Cubaanse regering bouwde strandresorts om het toerisme verder uit te breiden. Castro's hervormingsbeleid leidde tot een toename van het toerisme en groot economisch succes voor Cuba. In 2011 bezochten 2,7 miljoen mensen Cuba, terwijl in 1990 slechts 340.000 mensen het eiland bezochten. Het nationale BBP steeg van 30,69 miljard dollar in 2002 naar 114,10 miljard dollar in 2010.
Hoewel de hervormingen op het gebied van infrastructuur het BBP van Cuba en de toeristische cijfers ten goede kwamen, daalde de gemiddelde uitgave van toeristen van $1.310 in 1995 naar $876 in 2015. Bovendien staat Cuba laag gerangschikt als het gaat om de opbrengsten in de reisindustrie. Factoren die bijdragen aan deze lage rangschikking zijn onder andere slecht voedsel, slechte klantenservice en lage betaalbaarheid. Deze kwesties moeten worden opgelost om het toerisme op lange termijn economisch duurzaam te houden.

## Bijzondere huizen
In de context van toerisme wordt een privéwoning in Cuba die is omgebouwd om betaalde accommodatie te bieden, meestal op basis van korte termijn, vergelijkbaar met bed & breakfast-accommodaties elders, meestal aangeduid als een "casa particular", wat simpelweg "privéhuis" betekent. Dit zijn doorgaans eengezinswoningen en een zeer populaire keuze voor toeristen. De prijzen variëren van 15 tot 30 euro per nacht, of minder voor langere verblijven. De casas bieden een goedkope optie voor jonge of onafhankelijke toeristen. Een verblijf in een privé-casa biedt toeristen meer mogelijkheden om in contact te komen met lokale Cubanen en deel te nemen aan het culturele leven van Cuba.

## Maatschappelijke gevolgen

### Interne migratie
Naarmate toerisme een steeds grotere rol speelt in de economie, migreert een groot percentage van de jongeren naar resortsteden op zoek naar werk in de toeristenindustrie. Velen van hen die in eenvoudige banen werken, kunnen meer verdienen via fooien dan wanneer ze als professionals werken. Hierdoor ontstaat er een economische en sociale kloof in Cuba tussen degenen die in de toeristenindustrie werken en anderen.
Onderzoekers constateren dat de toestroom van burgers naar toeristische regio's zoals Havana 'toeristenbubbels' creëert. Dit betekent dat de geïsoleerde gebieden van het land die zichtbaar zijn voor toeristen goed onderhouden en ontwikkeld zijn om te voldoen aan de verwachtingen van een 'authentieke' ervaring, terwijl de bewoners van omliggende gebieden blijven worstelen met armoede, criminaliteit en algemene verslechtering van de levensomstandigheden. Aangezien banen in de toeristische sector zo lucratief zijn, ervaren deze gebieden een enorme toestroom van bewoners die niet mogelijk ondersteund kan worden door het aantal beschikbare kansen op de reguliere arbeidsmarkt. Als gevolg hiervan wenden veel van de burgers die toeristische gebieden overspoelen zich tot illegale alternatieven zoals prostitutie of ongecertificeerde zelfwerkzaamheid (zoals het aanbieden van taxidiensten, valuta-exchange, het aanbieden van casas particulares, enz.).

### Sociaal-economische scheidslijnen

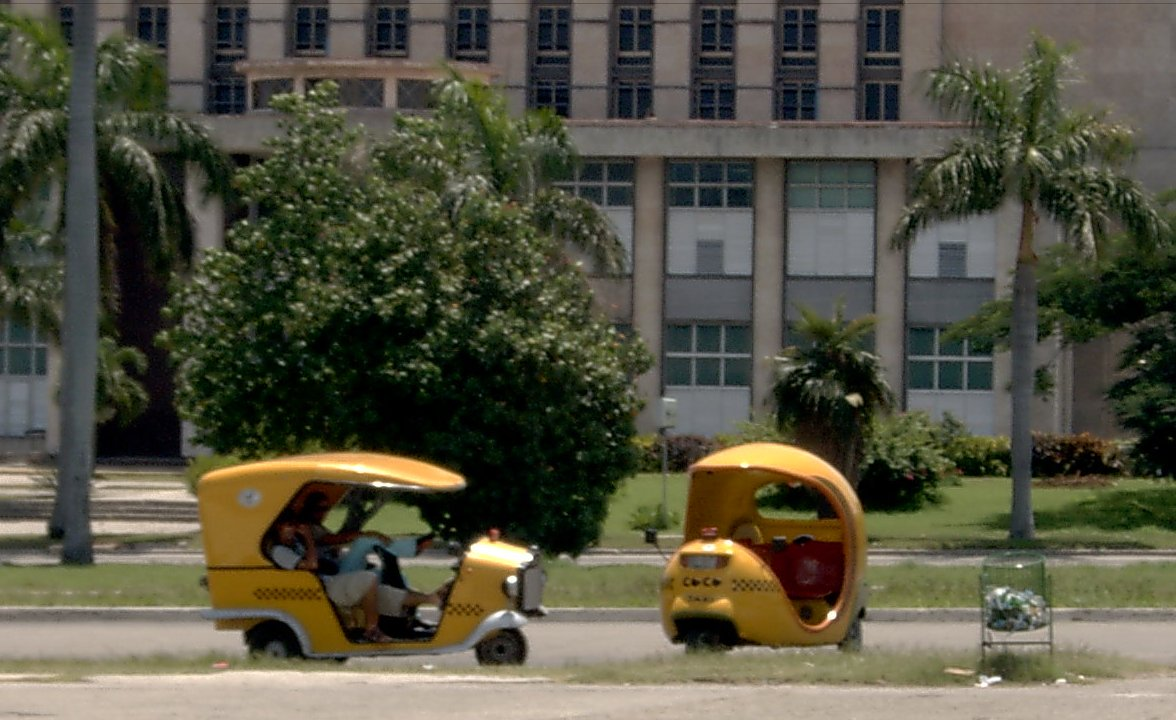
"Cocotaxis" op Plaza de la Revolución, Havana. Door de snelle groei van het toerisme in Cuba kunnen taxichauffeurs meer verdienen dan advocaten en artsen.

Tussen 1992 en 2008 werden sommige hotels en resorts geopend die alleen toegankelijk waren voor buitenlandse toeristen, om de broodnodige harde valuta te verkrijgen, wat leidde tot beschuldigingen van "toerisme-apartheid". Het beleid werd in 2008 omgekeerd door de Cubaanse regering.
De toerismebeleidsmaatregelen van Cuba in de vroege jaren 1990, die werden gedreven door de dringende behoefte van de regering om harde valuta te verdienen, hadden een grote impact op het onderliggende egalitarisme dat werd gepromoot door de Cubaanse revolutie. Twee parallelle economieën en samenlevingen ontstonden snel, verdeeld door hun toegang tot de nieuw gelegaliseerde Amerikaanse dollar. Degenen die toegang hadden tot dollars via contact met de lucratieve toeristenindustrie, bevonden zich plotseling in een financieel voordeel ten opzichte van professionele, industriële en landbouwarbeiders.
Om de isolatie van het internationale toerisme van de Cubaanse samenleving te waarborgen, moest het toerisme worden bevorderd in enclaves waar toeristen zoveel mogelijk werden gescheiden van de Cubaanse samenleving. Dit ontging de gemiddelde Cubaanse burger niet, en het overheidsbeleid op het gebied van toerisme werd al snel aangeduid als ‘enclavetoerisme’ en ‘toerisme-apartheid. 
In 1992, toen Cuba een periode van zware economische bezuinigingen inging, verdedigde Fidel Castro de nieuw ingevoerde beleidsmaatregelen in een toespraak tot de Cubaanse Nationale Vergadering. Hij beschreef de maatregelen als een economische noodzaak die gehandhaafd moest worden zolang het land buitenlandse valuta nodig had. Volgens Castro was de regering "formules aan het overwegen" die Cubanen in staat zouden stellen om enkele van de toeristische faciliteiten te gebruiken als beloning voor uitstekend werk, maar hij geloofde dat het Cubanen toegang geven tot voorzieningen ten koste van betalende buitenlandse toeristen uiteindelijk een contraproductieve stap voor de economie zou zijn.
Tot 1997 was contact tussen toeristen en Cubanen de facto verboden, en Cubanen die in contact werden gezien met toeristen werden door de politie vaak als potentiële dieven beschouwd. Klachten van wereldwijde mensenrechtenorganisaties en het aankomende bezoek van paus Johannes Paulus II droegen bij aan een ommekeer, hoewel dergelijk contact nog steeds werd afgeraden. De politie eiste vaak identificatiecontrole van Cubanen die in contact werden gezien met toeristen. Identificatie van toeristen werd meestal niet gecontroleerd, tenzij de toerist een donkere huidskleur had en voor een Cubaan werd aangezien. Ondanks de beperkingen profiteerden gemiddelde Cubanen van Cuba's toeristenindustrie, en velen zagen het beleid simpelweg als onvermijdelijk.

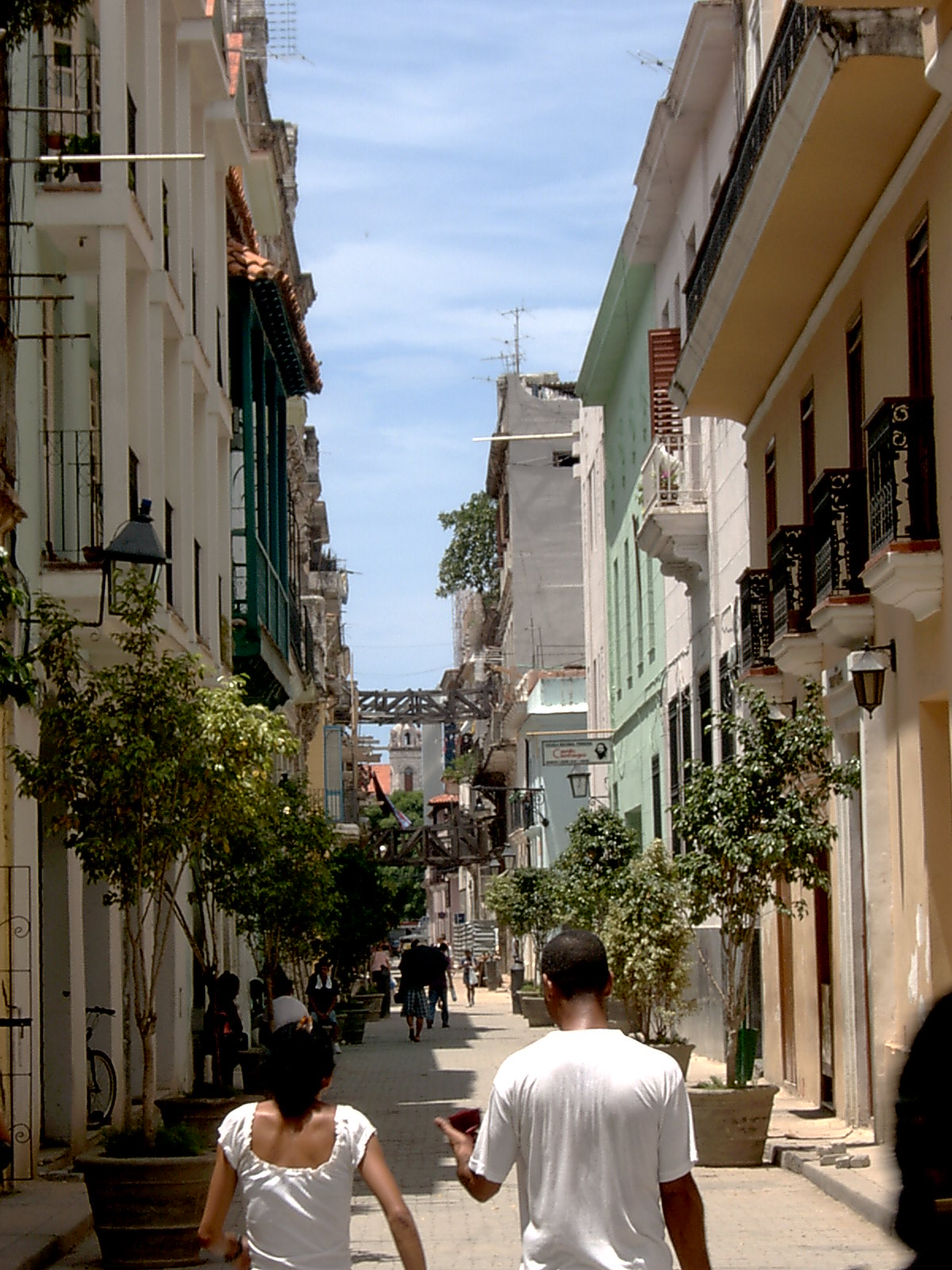
Een straat in de populaire toeristenwijk van Oud Havana

Het beleid om bepaalde hotels en diensten exclusief voor toeristen te reserveren werd beëindigd door de regering van Raúl Castro in maart 2008. Naast het officieel toestaan dat Cubanen in elk hotel verblijven, opende de verandering ook toegang tot eerder beperkte gebieden zoals Cayo Coco. Overheidsgerunde reisbureaus begonnen speciale aanbiedingen te doen gericht op de algemene bevolking, waarmee ze een paar dagen in strandresorts konden doorbrengen.

## Voetnoten
1. ↑  (es) (en)  Anuario estadístico de Cuba 2018: Turismo (pdf), p. 9
2. 1 2  Archived copy. Gearchiveerd op 12 februari 2018. Geraadpleegd op 12 februari 2018.
3. ↑  Archived copy. Gearchiveerd op 4 juni 2019. Geraadpleegd op 10 juni 2019.
4. ↑  Archived copy. Gearchiveerd op 10 januari 2020. Geraadpleegd op 5 januari 2020.